# The Girl from 10th Avenue
The Girl from 10th Avenue (bra: Quando o Amor Agarra) é um filme estadunidense de 1935, do gênero drama romântico, dirigido por Alfred E. Green, estrelado por Bette Davis, e coestrelado por Ian Hunter, Colin Clive, Alison Skipworth e John Eldredge. O roteiro de Charles Kenyon foi baseado na peça teatral "Outcast" (1914), de Hubert Henry Davies. O filme foi distribuído no Reino Unido como Men on Her Mind.

## Sinopse
Geoffrey Sherwood (Ian Hunter) é rejeitado por sua noiva Valentine French (Katharine Alexander) em favor do pretendente mais rico John Marland (Colin Clive), e assiste o casamento dos dois do lado de fora da igreja. Embriagado, ele fica cada vez mais alcoolizado, chamando a atenção de dois policiais e de Miriam Brady (Bette Davis), uma vendedora em seu horário de almoço, que leva Geoffrey a uma cafeteria para poupá-lo da prisão. Na cafeteria, eles encontram Hugh Brown (John Eldredge) e Tony Hewlett (Phillip Reed), dois de seus amigos da alta sociedade, que oferecem a Miriam US$ 100 para ficar de olho em Geoffrey e garantir que ele fique longe de problemas.
Na manhã seguinte, Miriam e Geoffrey descobrem que, sob a influência de bebidas alcoólicas, foram casados por um juiz de paz. Miriam se oferece para libertar o novo marido dos votos do casamento, mas ele decide ficar com ela. Eles arranjam um apartamento em um bairro de classe baixa e, enquanto Geoff começa seu próprio negócio, Miriam tenta se aprimorar com a ajuda de Sra. Martin (Alison Skipworth), sua senhoria e ex-corista. Com sua esposa ajudando-o a ficar sóbrio, Geoff se mantém firme e o casamento começa a se solidificar até que Valentine reaparece dizendo que o quer de volta.

## Elenco
- Bette Davis como Miriam Brady
- Ian Hunter como Geoffrey Sherwood
- Colin Clive como John Marland
- Alison Skipworth como Sra. Martin
- John Eldredge como Hugh Brown
- Katharine Alexander como Valentine French
- Phillip Reed como Tony Hewlett

## Produção
Essa foi a quarta adaptação para a tela da peça teatral "Outcast", de Hubert Henry Davies, que teve 168 apresentações no Lyceum Theatre, na Broadway. A primeira versão cinematográfica foi feita em 1916, com Jeanne Eagels. A segunda versão estreou em 1917 e foi estrelada por Ann Murdock, com Dick Powell co-estrelando.
Powell reprisou seu papel na versão cinematográfica de 1922 ao lado de Elsie Ferguson, que estrelou a produção original da Broadway. A versão de 1928, produzida com discos Vitaphone e efeitos sonoros, foi estrelada por Corinne Griffith.
Por causa do Código de Produção, esta versão da história foi a primeira que não apresentou Miriam, a protagonista, como uma prostituta. Considerado um tema lascivo e contra as condutas da época, a protagonista foi introduzida como uma vendedora.

## Recepção
A revista Variety escreveu: "A narrativa está repleta de sequências implausíveis e o enredo ... muitas vezes acaba em becos sem saída. Mas a direção hábil e a trupe suave com Davis fazem com que esses defeitos não sejam muito perceptíveis".

### Bilheteria
De acordo os registros da First National Pictures, o filme arrecadou US$ 322.000 nacionalmente e US$ 106.000 no exterior, totalizando US$ 428.000 mundialmente.